# Pietro Rossi (Entomologe)

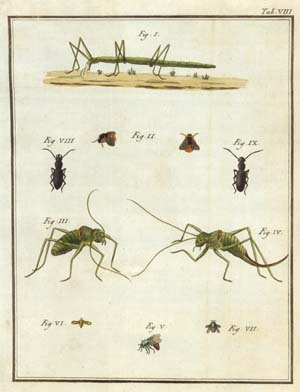
Abbildung aus der Fauna etrusca von 1790

Pietro Rossi (* 23. Januar 1738 in Florenz; † 21. Dezember 1804 in Pisa) war ein italienischer Naturwissenschaftler und Entomologe.

## Leben
Die akademische Laufbahn Rossis vollzog sich an der Universität Pisa. Er wurde dort 1759 promoviert zum Doktor der Philosophie und Medizin, unterrichtete dann von 1763 bis 1801 als Professor für Logik, ehe er schließlich 1801 den Lehrstuhl für Naturgeschichte mit dem Spezialgebiet Insektologie erhielt, für den er heute oft als weltweit erster Professor für Entomologie bezeichnet wird. Seine Veröffentlichungen auf diesem Gebiet, besonders die Fauna etrusca (1790) und die Mantissa insectorum (1792), gelten als Pionierleistungen der Entomologie, die in weiten Teilen in ihrer Taxonomie und Nomenklatur noch heute wissenschaftliche Gültigkeit besitzen. Seine bedeutende Sammlung befand sich zeitweise im Besitz von Johann Christian Ludwig Hellwig in Braunschweig und befindet sich heute im Museum für Naturkunde der Humboldt-Universität zu Berlin.
Nach Rossi benannt wurde das Museo entomologico Pietro Rossi, das später eingegliedert wurde in das Museo civico di Storia naturale in Mailand.

## Werke
- Fauna Etrusca: sistens insecta quae in Provinciis Florentina et Pisana praesertim collegit. Zwei Bände, Livorno 1790